# ライガーゼロ
ライガーゼロ (LIGER ZERO) は、トミー（現タカラトミー）より発売された『ゾイド』シリーズに登場する架空の兵器。本記事では各派生機についても記載。

## 概要
『ゾイド』第2期シリーズ（1999～2006年）において初登場。
アニメ『ゾイド新世紀スラッシュゼロ』や『ゾイドフューザーズ』、漫画『機獣新世紀ZOIDS』、トミー、小学館より展開されていた『ゾイドバトルストーリー』の『ゾイド公式ファンブック3』などでは主人公機として登場した。媒体によって異なる設定を持つ。

## 関連商品

### キット
トミー（タカラトミー）版
トミーの大河原紀雄が担当して開発された。企画初期の呼称はアルティメットライガーで、その時点での換装形態はスピノライガー(後のシュナイダー)、タスクフォース(イエーガー)、ヘビーアームズ(パンツァー)と仮称されていた。
先代機であるブレードライガーは先々代のシールドライガーから多数の部品を流用したキットであったが、本機では全ての部品が新設計となっている。
専用に開発された動力部を持ち、単四電池2本で稼動する。足首までの全関節を能動的に駆動するものであり、連動ギミックは口の開閉のみ。また、CASを設定どおり再現するために各部装甲パーツは脱着式となっており、全ての装甲パーツを排除した状態（素体）でも歩行および連動ギミックの作動に支障はない。頭部コクピットハッチ、背部ブースター、胴体フレームの一部と牙が塗装済みパーツとなっている。
素体状態での手動ギミックは、頭部コクピットハッチの開閉（前ヒンジ）、各足の爪の開閉および尻尾の上下。キット付属のノーマル（タイプゼロ）用の装甲パーツには、頬のたてがみ（冷却器）・腰部ダウンフォーススタビライザー・背部ブースターユニットの開閉および尾部ビームガンの俯仰の手動ギミックがある。
ブレードライガーと比較すると変更点が多い。牙は全て上下のあごと一体成型になった。上あごと動力フレームの接続はピン接続からフレーム側の太めの縦軸棒を上あご側が挟み込む形に変更された。
下あごも1パーツ化された上に動力フレームに引っかける形で接続されているため、口を開く側の動きは自重任せとなっている。コクピットハッチの可動軸もはめ込み式に近い形状となった。尻尾も完全組み込みではなく、根元の部分を胴体フレームで左右から挟みつけるように固定されている。
学年誌においては、『小学四年生』においてバーニングライガーゼロの再現用ステッカーとセットとなったライガーゼロのキットが懸賞品となった。また、『小学三年生』においては「ライガーゼロ ブルーサンダーバージョン」と呼ばれる特別シールを付属した同キットが懸賞品となっている。
RZ-041 ライガーゼロ
2001年2月発売。同年に対応する3種類のカスタマイズパーツが発売され、組み替えることでライガーゼロイエーガー、ライガーゼロシュナイダー、ライガーゼロパンツァーの三種類の換装形態を再現できた。
箱のデザインが他のゾイドと異なっており、ジオラマ写真ではなく模様風の背景にキットを合成した写真をメインに使用している。
EZ-054 ライガーゼロイクス
2001年10月発売。帝国仕様のタイプゼロとイクスユニットの同梱。なお、ノーマル形態のアーマーは赤く、目が帝国に合わせてグリーンになっている。
ライガーゼロイクスは月刊コロコロコミック誌2000年12月号で募集され、同誌2001年2月号で入賞した読者公募作品。その際は「アルティメットエレメンタル」という名称であった。
RZ-071 ライガーゼロフェニックス
2003年10月発売。
FZ-001 ライガーゼロフェニックス
2004年9月発売。アニメ「ゾイドフューザーズ」仕様でカラーリングは赤。付属するライガーゼロ本体はアニメでの仕様を再現し頭部の黒塗装が無くなっており、RDのフィギュアが付属する。
FZ-016 ライガーゼロファルコン
2004年12月発売。ライガーゼロとジェットファルコンのセット販売。カラーリングはアニメ『ゾイドフューザーズ』仕様に準拠している。
ZGe-01 ライガーブルーソウガ
2005年8月にイベント「キャラクター&ホビーショー05」で限定販売された。その名の通りフレームの色はブルーに変えられているが、設定と違ってキット自体は従来のライガーゼロと同サイズ。専用CASの具足は別売りでミドリのフィギュアとともにガレージキットとして販売された。
ZGe-04 ライガーレッドヒオウ
2007年の電撃ホビー館にて限定発売された。ライガーブルー・ソウガと同じくライガーゼロの仕様変更品となっている。外装はクリアーピンク。
AZ-02 ライガーゼロ
2023年9月発売。リアルさとアニメの再現性に近づけるためスタイリングをライオンのように変更している。ビット・クラウドのフィギュアが付属。
AZ-06 ライガーゼロフェニックス
2024年9月発売。リアルさとアニメの再現性に近づけるためライガーゼロはスタイリングをライオンのように変更し、ファイヤーフェニックスはフェニックスの翼のはためく動きを実現すべくギアボックスを再設計している。RDのフィギュアが付属。
AZ-02EX ライガーゼロ レイ・グレック仕様[共和国カラー]
2024年12月発売の『ゾイド・コア・ボックス』第2弾にバトルストーリー仕様で同梱。一部新規造形で設計されている。レイ・グレックのフィギュアが付属。2025年8月にタカラトミーモール限定で発売予定のAZ-06EX フェニックス 共和国仕様と合体することでライガーゼロフェニックス 共和国仕様が再現可能。
HMM（ハイエンド・マスターモデル）シリーズ
HMM版では各関節の可動ギミックとゾイドコアブロックの追加以外は、TOMY版と同じような手動ギミックのみになっている。肩部と脚部の独立可動や脚部の伸縮機構、ディスプレイベースへの対応により幅広いポージングが可能で、素体と装甲の着脱機構も再現されている。CASバリエーションも順次商品化されているが、ライガーゼロ素体とのセットとアーマー単品の双方が発売されている。
付属したストーリーはアニメ『ゾイド新世紀スラッシュゼロ』をベースにしたものが掲載されている。
HMM 022 RZ-041 ライガーゼロ、HMM CUSTOMIZE PARTS 020 CASタイプゼロアーマー パールVer.（ライガーゼロ対応）、HMM 022 EZ-054 ライガーゼロ帝国仕様
シリーズ第22弾。2010年11月発売。ゼロアーマーが付属する。そのゼロアーマーをパールカラーにした「CASタイプゼロアーマー パールVer.」がコトブキヤショップ限定で販売された。2017年7月には素体を茶系統、ゼロアーマーを赤色にした帝国仕様がコトブキヤショップ限定で販売された。
HMM 026 RZ-041 ライガーゼロシュナイダー、HMM 026CAS ライガーゼロ専用 シュナイダーユニット、HMM CUSTOMIZE PARTS 021 ライガーゼロシュナイダー セブン・ブレード（銀メッキ）　
シリーズ第26弾。2011年6月発売。肩部およびレーザーブレードのブースター展開ギミックが追加されている他、ブレードとシールドを全て前面に展開したセブンブレードアタックの再現も可能となっている。そのセブンブレードを銀メッキにした「ライガーゼロシュナイダー セブン・ブレード」がコトブキヤショップ限定で販売された。
HMM 030 RZ-041 ライガーゼロイエーガー、HMM 030CAS ライガーゼロ専用 イエーガーユニット
シリーズ第30弾。2012年2月発売。後脚部垂直ウイングの可動ギミックがオミットされ、新たに脚部側面の8枚のウイングが展開するようになっている。また、イオンブースター収納時の固定用アームが追加されている。
HMM 032 RZ-041 ライガーゼロパンツァー、HMM 032CAS ライガーゼロ専用 パンツァーユニット
シリーズ第32弾。2012年7月発売。頭部アンテナの可動とハイブリッドキャノンの収納・展開ギミック、後脚の固定アンカーを追加、さらに全身22箇所のミサイルハッチが全て展開し、バーニングビッグバンの完全再現が可能となっている。
HMM 053 EZ-054 ライガーゼロイクス、HMM 053CAS ライガーゼロ帝国仕様専用イクスユニット
シリーズ第53弾。2021年12月発売。イクスユニットはコトブキヤショップ限定で同時販売。ジェネレーターと頸部アーマーの独立可動、エレクトロンドライバー/スタンブレードのブレードの独立可動、ブレードを全て前方に展開するエレクトロンドライバーの発射形態の再現が可能となっている。

### 完成品トイ
可動王 ライガーゼロ
2001年3月発売。詳細は可動王を参照。
Liger Zero Midnight shield
ハズブロから発売された完成品ゾイドトイ「Supreme Electronic Action Figure」のカラーバリエーション。黒色の装甲と白色のフレームを持ち、ゴムキャップ（サーボモーター）が青色を基調としたものになっている。
超合金 ライガーゼロ
2023年6月発売。バンダイスピリッツとタカラトミーのコラボレーションによって商品化が実現した。イェーガー、シュナイダー、パンツァーはチェンジングアーマーセットとしてプレミアムバンダイにて2024年1月に発売。同時にライガーゼロの素体も同じくプレミアムバンダイにて発売された。

## 『ゾイドバトルストーリー』におけるライガーゼロ
オーガノイドシステムを採用せず、西方大陸種の完全な野生体をベースとしたライオン型ゾイド。「新獣王」の異名を持つ。元はガイロス帝国が過去のライガータイプの戦闘データおよびエレファンダー、デススティンガーのノウハウをも取り入れ、バーサークフューラーと共に「U作戦」の一環として開発した機体である。しかし、開発をしていたニクシー基地が陥落し、試作機も共和国に奪われたため帝国での配備は遅れた。帝国軍はニクシー基地から回収することが出来たもう一匹の野生体を用いることによってライガーゼロ完成に漕ぎ着けている。共和国ではニクシー基地から奪取した試作機を元に複数製作され、暗黒大陸上陸用の部隊である閃光師団に編成された。

### 完全野生体ベース機
一般的に、戦闘用ゾイドを建造する際ゾイドコアをベースにそのゾイドの元の姿と同じような機械の体に組み込むこと、すなわちサイボーグ化する手法が用いられる。しかし、ZAC2056年の惑星Zi大異変により多くのゾイドに保護政策がとられた結果、人工的な培養やクローニングによって個体数こそ安定したものの、ゾイド本来の生命力は低下し、戦闘ゾイドとしての改造後もその性能の低下を余儀なくされた。とりわけ操作性と引き換えにゾイドの生命力と闘争本能を犠牲にしてきた帝国ゾイドはこの傾向が強く、従来の個体を用いたままではその性能向上には限界があった。西方大陸戦争においてはオーガノイドシステムが発掘され、これを導入したゾイドも開発されたが、戦闘力の向上の代償としてパイロットに多大な負担をかけ、操縦が困難になるばかりか、ゾイドの精神破壊を招き寿命を極端に縮めることから、その採用はある日を境に見送られた。そこで、ゾイド開発者は太古より人々の生活に組み込まれなかった完全野生体に着目し、これをベースとした新しいゾイドの開発を行った。これに積極的な姿勢を見せたガイロス帝国では、「U作戦」を展開し、新型ライオン型、ティラノサウルス型ゾイドの開発に成功している。
完成した完全野生体採用ゾイドは上記の問題を解決し、かつオーガノイドシステム搭載機に引けを取らないパワーを獲得。高い反応速度や回復力をも有する機体となったが、パイロットとのシンクロ率によって能力が大きく変化するゾイドでもある。また、該当する野生ゾイドは西方大陸などごく限られた場所でしか確保できず、個体数が少ない上に野生状態で並の戦闘ゾイド以上のパワーを持つゆえに捕獲が非常に困難なため、量産性に欠けるという課題も発生している。

### CAS（チェンジング・アーマー・システム）
ライガーゼロ最大の特徴がこのチェンジング・アーマー・システム、通称CASである。以前よりカスタマイズパーツやオプションパーツなどで武装を強化するゾイドは数多く存在したが、ライガーゼロはフレーム以外の外装をすべて換装することで、機体そのもののコンセプトを180度変えることが可能となり、単機のゾイドで高速戦闘から砲撃戦闘までこなす幅広い戦略的運用が行えるシステムになっている。共和国軍では、先ず帝国軍が残したデータからタイプゼロを製作し、さらに独自に3種類の装備を開発。装備を後付け式にすることでライガーゼロは完全野生体が持つ本能を色濃く残すことに成功している。その反面、CASを共和国で導入したライガーゼロはブレードライガーの3倍以上のコスト高を産み、共和国ではその代替機であるケーニッヒウルフの開発を迫られるという課題も残した。同システムは後にZOITEC社のゾイドブロックス技術と融合して、ブロックスゾイドそのものを外部装甲とするB-CASに発展。ライガーゼロにおいてはフェニックスやファルコンが製作されている。

## 換装形態

### 素体
| ライガーゼロ 素体 | ライガーゼロ 素体                           |
| ----------------- | ------------------------------------------- |
| 番号              | RZ-041                                      |
| 所属              | ヘリック共和国                              |
| 分類              | ライオン型                                  |
| 全長              | 24m                                         |
| 全高              | 7.9m                                        |
| 重量              | 75t                                         |
| 最高速度          | 不明(設定なし)                              |
| 乗員人数          | 1名                                         |
| 主な搭乗者        | レイ・グレック中尉（バトルストーリー）      |
| 武装              | ストライクレーザークロー×4 レーザーファング |

ライガーゼロから全ての装備を取り払った状態。アーマーを装着していないため、あらゆる性能が低下することとなるが、装甲を取り払い身軽になったことでパラメータ上はイエーガーに次ぐ運動性を発揮する。最大の特徴は、装備を取り払い最も野生体に近い状態になることにより、ゾイド自身の本能を最大限に発揮できることである。
武装
レーザーファング
ライガーゼロの牙部。レーザーを発して装甲を破壊する。
ストライクレーザークロー
ライガーゼロの爪部。レーザーを発して敵機を切り裂く装備。大型ゾイドの重装甲にも有効な威力を有する。
劇中での活躍
ゾイドバトルストーリー
『ゾイド公式ファンブック3』（小学館）
ZAC2100年10月におけるニクシー基地の戦いで初登場。レイ・グレック中尉が同基地に侵入した際、素体状態のライガーゼロとバーサークフューラー、そして小ゾイド（インターフェイス）を発見するが、ヴォルフが搭乗する素体状態のバーサークフューラーに突如攻撃され、愛機のシールドライガーDCS-Jを破壊され部下も撃破される。レイは銃弾を掻い潜りつつも撤退のために始動状態となっていたライガーゼロの奪取に成功、フューラーと交戦した。
ニクス大陸・ウィグリド平原の戦いにおいて、鉄竜騎兵団の秘密基地に向かった閃光師団のゾイド全てがグランチャーのジャミングウェーブ（強電磁波）により操縦不能に陥った際には、搭乗者であるレイの機転によってライガーゼロの装備を強制排除、コンピューターを利用した操縦を諦めてゾイド自身の闘争本能と精神リンクすることによりコントロールを取り戻した（他のパイロットもそれに習い装備を強制排除、鉄竜騎兵団への反撃に移った）。その後、鉄竜騎兵団が繰り出したブラッディデーモンに対してはレイの機体がイエーガーの頭部パーツとブースター、シュナイダーの前脚パーツとレーザーブレード、そしてパンツァーの後脚パーツを装備してブラッディデーモンと交戦し、苦戦の末に撃破した。

### タイプゼロ
| ライガーゼロ LIGER ZERO | ライガーゼロ LIGER ZERO |
| ----------------------- | --- |
| 番号                    | RZ-041 |
| 所属                    | ヘリック共和国 |
| 分類                    | ライオン型 |
| 全長                    | 24m |
| 全高                    | 8.3m |
| 重量                    | 85t |
| 最高速度                | 307km/h |
| 乗員人数                | 1名 |
| 主な搭乗者              | レイ・グレック中尉（バトルストーリー） ナイト・バイケルン軍曹（バトルストーリー） ボビー・マックスウェル少佐(Zi-REPORT) スパイク(漫画ゾイドウォーズ・ゼロ)     |
| 武装                    | ストライクレーザークロー×4 レーザーファング イオンターボブースター×2 ダウンフォーススタビライザー×2 AZ208mm2連装ショックカノン AZ108mmハイデンシティビームガン |

ライガーゼロの最も基本的な形態。野生体の本能を引き出し易い装備であり、基本的な兵装のみを取り付けた形態となる。他のアーマーほど特化されていない性質上、各戦局に対応できる汎用性をも有している。そのため弱点は少なく、部隊運用の際には補給する味方機の防衛をも行う。パラメータ上はこの形態でも量産型ブレードライガーに引けを取らない戦闘力を誇る。
本来は帝国軍が開発した装備であり、共和国軍におけるタイプゼロは帝国軍が残したデータから共和国軍が再現したもの。そのため、共和国仕様のタイプゼロは白色であるが、帝国仕様機として赤いタイプゼロも存在する。帝国軍ではこの基本装甲を装着した状態での稼動は動作テストに留まっており、初の実戦投入はイクスユニット装備によって行われた。
武装・装備
フェアリング
頭部の鬣部に装備されている。体内に溜まった熱を放出し、オーバーヒートを防ぐ役割を持つ
イオンターボブースター
背部装甲に搭載された、機体をトップスピードに上昇させるブースター。ブレードライガーより20%超軽量化されたことで、最高速度は307km/hに達する。
ダウンフォーススタビライザー
本体両側面に装備されたスタビライザー。高速走行時に機体のブレを防ぐ効果を持ち、機体速度をほぼ落とさずに旋廻することも可能としている。
AZ208mm2連装ショックカノン
腹部に装備。タイプゼロの主力となる砲で、高速走行中においても安定した命中精度を発揮する。
AZ108mmハイデンシティビームガン
尾部に装備されたビーム砲。後方からの敵を迎撃するための装備。
劇中での活躍
ゾイドバトルストーリー
『ゾイド公式ファンブック3』（小学館）
ZAC2101年3月、西方大陸ニクシー基地の戦いにおいて強襲したKFDの迎撃にあたり、幾つかの機体を撃破する。
同年7月。ニクス大陸エントランス湾の戦いではレイ・グレックの機体が先陣を切り活躍した。同年8月にはウィグリド平原に進軍するも、そこで鉄竜騎兵団と遭遇。グランチャーのジャミングウェーブを受け、閃光師団の他の機体同様、身動きを封じられる。だが、ガンブラスターによる増援を受けた後、装甲を解除し、素体状態となって逆転を試みた。
『Zi-REPORT』「ゾイドバトルストーリー外伝・ゼロ発進」（トミー）
共和国軍ボビー・マックスウェル少佐が登場。長距離走行テストの際、ガイロス帝国軍残党のライトニングサイクスの追撃を受けるも装甲を排除し脱出に成功している。
ゾイドウォーズ・ゼロ
小学館「小学三年生」掲載の同作では、主人公スパイクの機体として登場。エレファンダーやバーサークフューラーといった敵ゾイドと交戦した。
『てれびくん』掲載ストーリー
ウオディックの軍団を引き連れたデススティンガーと交戦。水上においてデススティンガーの尾部を破壊し、これを退けた。

### イエーガー
| ライガーゼロイエーガー LIGER ZERO JAGER | ライガーゼロイエーガー LIGER ZERO JAGER |
| --------------------------------------- | --- |
| 番号                                    | RZ-041・J |
| 所属                                    | ヘリック共和国 |
| 分類                                    | ライオン型 |
| 全長                                    | 24.1m |
| 全高                                    | 10.8m |
| 重量                                    | 132t |
| 最高速度                                | 330km/h |
| 乗員人数                                | 1名 |
| 主な搭乗者                              | ウィナー・キッド少佐（バトルストーリー） ヴィオーラ（機獣新世紀ZOIDS） |
| 武装                                    | 大型イオンブースター×2 対物ブレードセンサー×8 マルチブレードアンテナ×2 バルカンポッド×2 エアロフェアリング×4 サイドスラスター×2 フライングバルカンポッド ストライクレーザークロー×4 レーザーファング |
| 必殺技                                  | ダブルストライククロー（ZOIDS VS.シリーズ） ミラージュファングクラッシュ |

アタックブースターのコンセプトを発展・継承したライガーゼロの高速戦闘形態。『蒼き狩人』の異名を持つ。ライトニングサイクスに対抗するべく生み出されたCASで、単純な最高速度に優れたゾイドとは比べ物にならない運動性能を誇る。攻撃を回避し、敵ゾイドの関節部を破壊するといった高速戦闘能力を発揮するだけでなく、部隊運用の際は敵機かく乱も得意とする。しかし、その高速性能を追求した軽量化により、装甲は脆弱である。
武装・装備
大型イオンブースター
背部ユニットに搭載された可変式大型ブースター。推力の調節が可能となり、ブースター自体が前後左右に自在に可動し、急停止から高速走行中の方向転換も自在とする。全開時の最高速度は330km/hに達する。
強力ではあったものの使い辛さのあったブレードライガーのロケットブースターに比べ、効率よく加速可能なモデルとなっている。
必殺技のミラージュファングクラッシュはこのブースターによって敵機に急速接近し、レーザーファングで攻撃するというもの。
対物ブレードセンサー
イエーガーユニット各部に設置される。イエーガーは高速走行性能からパイロットの負担も増加したことから設けられた。
マルチブレードアンテナ
頭部に設置される。機体の風圧を制御する効果も兼ねている。
バルカンポッド
頭部に設置される。
エアロフェアリング
イエーガーユニットの鬣部。
サイドスラスター
腹部に装備する。
フライングバルカンポッド
尾部に装備される。
劇中での活躍
バトルストーリー
『ゾイド公式ファンブック3』（小学館）
ZAC2101年3月に行われた西方大陸ニクシー基地の攻防戦で初登場を飾る。持ち前の機動力を生かしKFDをかく乱。驚異的な運動性を以て攻撃を回避し、重装甲の隙間の関節を破壊し撃破した。
同年8月に行われたニクス大陸ウィグリド平原での戦いにおいてはグランチャーのジャミングウェーブによって行動不能に陥り、バーサークフューラーの拡散荷電粒子砲の直撃を受けている。
機獣新世紀・ZOIDS
海洋虹団（マーレ・アルコバレーノ）のヴィオーラが搭乗し、バンをテストするためにロッソのシュナイダーと連携し交戦。その際、バンに高速移動からの方向転換の際にできる隙を指摘されている。また、シュナイダーと同じく上顎を攻撃され、運動機能が麻痺し戦闘不能に陥った。
備考
仮称段階では「ライガーゼロ タイプ1 ブースト」という呼称が公開されていた。

### シュナイダー
| ライガーゼロシュナイダー LIGER ZERO SCHNEIDER | ライガーゼロシュナイダー LIGER ZERO SCHNEIDER |
| --------------------------------------------- | --- |
| 番号                                          | RZ-041・S |
| 所属                                          | ヘリック共和国 |
| 分類                                          | ライオン型 |
| 全長                                          | 24.1m |
| 全高                                          | 10.1m |
| 重量                                          | 135t |
| 最高速度                                      | 310km/h |
| 乗員人数                                      | 1名 |
| 主な搭乗者                                    | シシリー・ヴォルタ（バトルストーリー） ロッソ（機獣新世紀・ZOIDS） |
| 武装                                          | ラッシングレーザーブレード×5 レーザーブレード×2 Eシールドジェネレーター×5 マルチセンサー兼スカウターポッド 高出力イオンターボブースター×2 高機動スラスター×4 肩部高機動スラスター×2 ストライクレーザークロー×4 レーザーファング |
| 必殺技                                        | ファイブレード・ストーム(バトルストーリー) |

ライガーゼロの格闘戦用形態。『紅の剣（つるぎ）』の異名を持つ。ブレードライガーの後継機に当たる形態。巨大ゾイドの重装甲を打ち破るために開発された装備。2基のレーザーブレードに加え、頭部のラッシングレーザーブレードと5基のEシールドジェネレーターを装備し、ジェノブレイカーを凌駕する格闘能力を実現した。武装の増設に伴い機体重量は増加したものの、全身に増設されたスラスターにより機動力は強化されている。全レーザーブレードとEシールドを展開し、全ブースターにより突撃する必殺技・ファイブレード・ストームは巨大ゾイドを真正面から貫く荒技である。反面、膨大なエネルギーを消費するため稼働時間は短い。
武装・装備
ラッシングレーザーブレード
頭部に装備された近接戦闘用装備。
レーザーブレード
胴体部側面に装備される。
上記のラッシングレーザーブレードを併用した攻撃は、デスザウラーやデススティンガー級の超重装甲をも切り裂く威力を誇る。
Eシールドジェネレーター
鬣部に内蔵されたEシールド発生装置。5基のジェネレーターによって生成されるEシールドはブレードライガー搭載型以上の防御力を有しており、デススティンガー級の荷電粒子砲を受け付けない。
マルチセンサー兼スカウターポッド
尾部に装備される。
高出力イオンターボブースター
レーザーブレード後面に装備される。
高機動スラスター
機体の四肢肩アーマーに内蔵された推進システム。
肩部高機動スラスター
ボディ肩部に内蔵されたスラスターユニット。
劇中での活躍
ゾイドバトルストーリー
『ゾイド公式ファンブック3』（小学館）
ZAC2101年3月に行われた帝国軍のニクシー基地強襲戦における戦いで初登場。量産型デススティンガー・KFDと交戦し、ファイブレード・ストームによって超重装甲ごと真っ向から撃破した。同年8月のニクス大陸・エントランス湾における戦いにおいてもセイバータイガーを圧倒する活躍を見せたが、ウィグリド平原において鉄竜騎兵団のゾイド・グランチャーのジャミングウェーブに捕らわれた際には動きが封じられ、バーサークフューラーの一方的な攻撃を受ける場面もあった。その後。一部の装備を残し素体状態になった機体が戦線復帰したものの、ブラッディーデーモンの登場によって苦戦を強いられている。
『ゾイド公式ファンブック4』
ZAC2101年に行われたセスリムニルの戦いにおいて登場。パンツァーの支援を受け、デスザウラーに対し超重装甲を切り裂く活躍を見せた。しかしその直後に他のデスザウラーに背後から荷電粒子砲で攻撃され、機体は蒸発してしまった。
漫画
機獣新世紀・ZOIDS
海洋虹団（マーレ・アルコバレーノ）のロッソが搭乗し、バンの腕を試すべくヴィオーラの駆るイェーガーと連携して戦闘を行った。しかし、ライガー系ゾイドを知り尽くしたバンに急所である顎を攻撃され、運動機能が麻痺。結果的に戦闘不能に追い込まれている。
ゲーム
PSゲーム『ZOIDS2 ヘリック共和国VSガイロス帝国』に登場。ファイブレードストームは全ゾイド中最強クラスの威力を持つ攻撃技（ただし、EN消費量も最大）にもなっている。
備考
仮称段階では「ライガーゼロ タイプ2 スピノ」という呼称が公開されていた。

### パンツァー
| ライガーゼロパンツァー LIGER ZERO PANZER | ライガーゼロパンツァー LIGER ZERO PANZER |
| ---------------------------------------- | --- |
| 番号                                     | RZ-041・P |
| 所属                                     | ヘリック共和国 |
| 分類                                     | ライオン型 |
| 全長                                     | 23.3m |
| 全高                                     | 9.7m |
| 重量                                     | 145t |
| 最高速度                                 | 285km/h |
| 乗員人数                                 | 1名 |
| 主な搭乗者                               | セレス・アルドワーズ中佐 ウィナー・キッド（バトルストーリー） |
| 武装                                     | ハイブリッドキャノン（AZ216mmレールガン AZ108mmビームガン）×2 AZ6連装マイクロホーミングミサイルポッド×4 AZ3連装マイクロホーミングミサイルポッド×2 AZ2連装マイクロホーミングミサイルポッド×2 AZ2連装ミサイルポッド×4 バルカンポッド×2 AZ3連装グレネードランチャー マルチブレードアンテナ×2 エアロフェアリング×4 |
| 必殺技                                   | バーニング・ビッグバン |

ライガーゼロの砲撃形態。『深緑の重火機』の異名を持つ。シールドライガーDCSの発展形にあたり、砲撃戦ゾイドの火力と高速戦闘用ゾイドの機動力を両立した機体である。全身にミサイルを満載し、背中には高速戦闘用ゾイドの常識では考えられない重砲・ハイブリッドキャノンを装備。従来の砲撃戦ゾイドのような後方支援にとどまらず、その機動力で敵の拠点に素早く接近、圧倒的火力で敵部隊を強襲することも可能。対空防御にも活用される。また、アーマーは各CASで最高の分厚さであり、実弾兵器に対して高い耐久力を発揮。装甲厚はダークスパイナーの2倍を誇る。実弾中心の構成ゆえ稼働時間が短いことから、弾を撃ち尽くした後はホバーカーゴに帰頭し補給を受ける運用がメインとなる。緊急時は装甲を排除し、素体となって格闘戦に対応する。
武装・装備
ハイブリッドキャノン
背部に装備される。上段がAZ216mmレールガン、下段がAZ108mmビームガンの二連装砲。
その有効射程はマルチブレードアンテナとの連動により20キロ以上に達する。
全砲門斉射による必殺技・バーニング・ビッグバンは小型ゾイドなら部隊ごと殲滅し、巨大ゾイドの重装甲すら粉砕する威力を持つ。
AZ6連装マイクロホーミングミサイルポッド
背部に装備される。全身各所のマイクロホーミングミサイルは対空兵器としても有効な装備である。
AZ3連装マイクロホーミングミサイルポッド
後脚肩アーマーに装備される。
AZ2連装マイクロホーミングミサイルポッド
腰部の装甲に装備される。
AZ2連装ミサイルポッド
頭部と前脚肩アーマーに装備される。中距離戦で効果を発揮する。
バルカンポッド
尾部先端に装備される。
AZ3連装グレネードランチャー
胴体腹部に装備される。
マルチブレードアンテナ
頭部に装備される。
エアロフェアリング
頭部に装備される。
劇中での活躍
ゾイドバトルストーリー
『ゾイド公式ファンブック3』（小学館）
ZAC2101年3月のニクシー基地における戦いで初登場。KFDの強襲に際し砲撃を行い、超重装甲にダメージを与える活躍を見せた。同年8月に敢行されたニクス大陸・エントランス湾上陸作戦においてはコマンドウルフACとともに支援砲撃を担当。その後、ウィクリド平原における鉄竜騎兵団との戦いではグランチャーのジャミングウェーブを受けSSゾイドに苦戦する場面も見受けられた。
『ゾイドオフィシャルファンブック・エクストラ』（トミー）
ZAC2106年冬にはウィナー・キッド操縦の機体がバディター・ロウエンの考案したゴルヘックスによるダークスパイナーのジャミングウェーブ無効化実験のサポートのためゴルヘックスの護衛として参戦。接近してきたダークスパイナーに対し格闘戦では不利と判断し、パンツァーユニットを排除して素体で挑もうしたが、ゴルヘックスがオーバーヒートしたことでジャミングウェーブの効力が復活し行動不能になる。反撃できないまま一方的に攻撃を受けるも重装甲で耐えきり、ゴルヘックスがダークスパイナーに特攻をかけたことで窮地を脱した。この際、ダークスパイナーが大破するほどの威力のゴルヘックスの自爆に巻き込まれるも、装甲強度によりそれすらも耐える防御力を見せた。
備考
仮称段階では「ライガーゼロ タイプ3 ヘビーガン」という呼称が公開されていた。

### イクス
| ライガーゼロイクス LIGER ZERO X | ライガーゼロイクス LIGER ZERO X |
| ------------------------------- | --- |
| 番号                            | EZ-054 |
| 所属                            | ガイロス帝国軍・情報部（試作1号機のみ） ガイロス帝国軍・鉄竜騎兵団（2号機以降)→ネオゼネバス帝国 |
| 分類                            | ライオン型 |
| 全長                            | 24m |
| 全高                            | 9.8m |
| 重量                            | 115t |
| 最高速度                        | 315km/h |
| 乗員人数                        | 1名 |
| 主な搭乗者                      | オスカー・ウラニクス(ZBCG) ヨハン・ホルスト・シュタウフィン軍曹（バトルストーリー） グゥ（ZOIDS惑星Zi） マヤ・ベルケット（ZOIDS妄想戦記） |
| 武装                            | エレクトロンドライバー / スタンブレード×2 ドラムコンデンサー×2 対物ブレードセンサー×4 エレクトロンドライバー放熱フィン×4 チャフディスペンサー×4 アースユニット スタスティックジェネレーター×2 カッターフェアリング×2 光学迷彩（アクティブステルス） |

共和国によるライガーゼロ完成から半年後、共和国製CASユニットのデータをもとに開発された帝国軍が完成させたCAS・「イクスユニット」を装備した形態。「暗黒獣王」の異名を持ち、消音性や高い格闘能力・砲撃能力・電子戦能力・ステルス性を誇る。レーダー波を吸収する措置が施されたボディと従来型を上回る性能の光学迷彩を装備。シャドーフォックスを凌駕するステルス性能を獲得した。
実戦に投入された機体は完成度が84%の状態であるものの、万能な装備とステルス性能から、ライガーゼロの最強形態の一つだといえる。その反面コスト高や操縦性の複雑さから、配備はエースパイロットを中心に行われた。
武装・装備
エレクトロンドライバー / スタンブレード
胴体の両側面に装備された兵装。バーサークフューラーのノウハウを生かして開発された複合装備である。敵機を切断・ショートさせることができる高電磁剣のスタンブレードと、そこから撃つ高電圧ビーム砲・エレクトロンドライバーは近距離においてセイバータイガーを一撃で大破させ得る威力を秘めている。
ドラムコンデンサー
背部に装備されている。スタティックジェネレーターから産出された電気を蓄える装備で、破壊されると機能が著しく低下してしまう。イクスの弱点でもある
対物ブレードセンサー
肩アーマー上部に設置されている。
障害物を感知し、高速走行を補助する。
エレクトロンドライバー放熱フィン
肩アーマーに内蔵されている。
チャフディスペンサー
肩アーマーに内蔵されている。
アースユニット
尾部に装備されている。体内の余った電気の放出や地上からのエネルギー吸収を行う。
スタスティックジェネレーター
背部に装備される電力発生装置。
カッターフェアリング
頭部に備えられている放熱板。敵を切り裂く剣としても機能する。
光学迷彩（アクティブステルス)
前面にエネルギースクリーンを展開し、後方の映像を投影することで機体を隠匿する装備。
ヘルキャットにも装備された古典的な技術だが、イクスのものは処理速度・出力がともに高性能なモデルを導入している。
作中での活躍
ゾイドバトルストーリー
『ゾイド公式ファンブック4』、『プロイツェンの反逆』（小学館）
ZAC2101年9月。帝国摂政プロイツェンの命を受け、極秘会談で共和国陣営を訪れたカール・リヒテン・シュバルツ中佐を暗殺するために登場した。敵機に音もなく忍び寄る脅威のステルスシステムを活かし、迎撃部隊のゾイドやシュバルツ中佐のセイバータイガーを次々と撃破する。さらには建造中のマッドサンダーをも破壊しようと画策するが、その際に生まれた隙をロブ・ハーマン中佐のケーニッヒウルフに狙撃され撃破されるのだった。『公式ファンブック4』掲載版ではこの際にライガーゼロイクスに搭乗していたパイロットがヨハン・ホルスト・シュタウフィン軍曹であった点や、迎撃に向かった共和国ゾイドのなかにトミー・パリス中尉が搭乗するコマンドウルフACが存在した一幕が加筆されている。
また、『ゾイド公式ファンブック4』において加筆されたエピソードでは、同年12月には鉄竜騎兵団の中央大陸侵攻作戦において、シュトゥルムフューラーやダークスパイナーと共に登場。共和国首都・ヘリックシティに侵攻した際には、ガンタイガーを率いてルイーズ大統領とトミー・パリス大尉を乗せたセイバリオンを追撃するも、逆に前足を切断されて取り逃がしている。
『ゾイドオフィシャルファンブック・エクストラ』（トミー）
ZAC2109年早春には共和国軍によって鹵獲された機体がレイ・グレックを含む数人によって使用され、ヴォルフ・ムーロアの護衛に紛れて潜伏していた。
ZOIDS惑星Zi
グゥが搭乗。光学迷彩を利用してクーゴのケーニッヒウルフを追い込むが、逆光を利用した突撃に敗れ去る。その直後に現れたダークスパイナーのジャミングウェーブによってコントロールを掌握され、ケーニッヒウルフと再び交戦。カッターフェアリングで攻撃するも、クーゴの機転でケーニッヒウルフともども谷底に叩き落とされる。その後、ケーニッヒウルフとともにダークスパイナーと再戦。その最中にザバットによって搬送されたデュアルスナイパーライフルを装備し、砲撃によってダークスパイナーを撃破した。
その後、飛来してきたキメラブロックス（フライシザース）と交戦。カッターフェアリングによって突撃するも、エクスシザースを受け真っ二つとなった。ロードゲイルとマトリクスドラゴンの交戦時には、クーゴに声援を与えるゾイドの幻想のなかにライガーゼロイクスの姿も見られた。
ゾイドウェブコミック　バックスVSマヤ
ライバルのマヤ・ベルケットが搭乗。ケーニッヒウルフを肉薄した他、最終戦ではダークスパイナーのジャミングブレードを破壊した
『てれびくん』掲載ストーリー
2体のセイバータイガーと交戦。スタンブレードでこれを撃破した。

### フェニックス
| ライガーゼロフェニックス LIGER ZERO PHOENIX | ライガーゼロフェニックス LIGER ZERO PHOENIX                                                                                                  |
| ------------------------------------------- | --- |
| 番号                                        | RZ-071 |
| 所属                                        | ヘリック共和国 |
| 分類                                        | ライオン／フェニックス型 |
| 全長                                        | 26m |
| 全高                                        | 12.2m |
| 重量                                        | 106t |
| 最高速度                                    | 340km/h |
| 乗員人数                                    | 1名 |
| 主な搭乗者                                  | レイ・グレック中尉（バトルストーリー） |
| 武装                                        | AZショックカノン×4 小型2連ビーム砲×12 コアブロック×2 AZ208mm2連装ショックカノン レーザーファング ストライクレーザークロー×4 チャージミサイル |

共和国軍がZOITECと共に開発したブロックスゾイド・フェニックスと合体したライガーゼロの形態。共和国軍「戦略技術部」が開発した凱龍輝と同じくブロックス・チェンジングアーマーシステム（以後、B-CASと表記）を有し、「武器開発部」で開発された。凱龍輝がブロックスのコアブロックとリンクし、合体による相乗効果で出力ゲージの向上や戦局によって姿を替える機体であるのに対し、本機のB-CASはフェニックスシステムという連結した2機のゾイドコアを共振させてゾイドコアのエネルギー量を倍増させ、ライガーゼロ本体の基本性能を強化させるシステムとなっている。それによって機体出力は格段に向上し、飛躍的に運動性は向上。旋回性能と敏捷性は凱龍輝の素体に匹敵し、ジャンプ力と滞空時間は強襲型空戦ゾイドと同等となった。さらに一度合体したゼロフェニックスはライガーゼロはテレストリアルモード、フェニックスはグライディングモードとして分離可能で陸上と空中の両面から作戦を展開できる。フェニックスシステムの有用性は上層部にも高く評価されたが、共和国では凱龍輝が優先配備された。
武装
AZショックカノン
背部と両翼に装備される。
小型2連ビーム砲
翼部に装備される。
チャージミサイル
背中に装備される。フェニックスシステムで生まれた余剰エネルギーを充填するエネルギーCAPシステムが内蔵され、最高360秒間のチャージでゴジュラスギガのゾイド核砲一門に匹敵する威力を誇る。発射と同時に弾頭を溶解させエネルギーの塊を敵にぶつける装備。
作中での活躍
ゾイドバトルストーリー
「ライガーゼロフェニックス バトルストーリー」（トミー）
ヘリック共和国軍がネオゼネバス帝国領に位置するキマイラ要塞都市の制圧作戦を行った際には懲罰部隊（旧閃光師団）の機体として投入された。ロードゲイルらキメラブロックスを撃破し要塞突入の先陣を切るも、セイスモサウルスの圧倒的な戦闘力の前に29機のうち半数が撃破されている。
「エナジーライガー バトルストーリー」（トミー）
ZAC2107年のキマイラ要塞の戦いにて残存した半数はネオゼネバスの新型ゾイド・エナジーライガーと交戦したが、幾つかの機体が撃破されている。
『ゾイドオフィシャルファンブック・エクストラ』（トミー）
ZAC2109年早春の旧共和国首都・ヘリックシティにおける決戦の際は、レイ・グレック搭乗機を含む数機がヴォルフ・ムーロア皇帝のエナジーライガーと交戦。装着していたイクスユニットからフェニックスに換装して襲撃するも、エナジーライガーのレーザークローによって装甲を破壊され窮地に立たされてしまう。その後、レイ機は飛来したジェットファルコンとの合体を果たした。
『月刊コロコロコミック』掲載ストーリー
集光パネルでセイスモサウルスの荷電粒子砲を防ぎつつも、次第に押されつつあった凱龍輝の窮地に参入。2機で連携しセイスモサウルスに立ち向かった。
バリエーション
ライガーゼロブラスター
| ライガーゼロブラスター | ライガーゼロブラスター   |
| ---------------------- | ------------------------ |
| 所属                   | ヘリック共和国           |
| 分類                   | ライオン／フェニックス型 |
| 乗員人数               | 1名                      |

ゼロフェニックスのBLOXとの合体機能を生かしたチェンジマイズ形態。テレストリアルモードにディスペロウが合体し火力が増強されている。

### ファルコン
| ライガーゼロファルコン | ライガーゼロファルコン |
| ---------------------- | --- |
| 所属                   | ヘリック共和国 |
| 分類                   | ライオン／ハヤブサ型 |
| 全長                   | 23.4m |
| 全高                   | 13.7m |
| 重量                   | 108.8t |
| 最高速度               | 560km/h |
| 乗員人数               | 1名 |
| 主な搭乗者             | レイ・グレック中尉（バトルストーリー） |
| 武装                   | バスタークロー×2 ザンスマッシャークロー×2 AZ208mm2連装ショックキャノン AZ108mmハイデンシティビームガン AZショックキャノン×4 レーザーファング マグネッサージェットウイング×2 |

新B-CASとして調整された隼型ブロックスゾイド・ジェットファルコンと合体して誕生したライガーゼロの高速戦闘形態。そして格闘戦においては時速560km/hという圧倒的な陸戦機動力を誇り、その戦闘力はエナジーライガーと同等のレベルに達する。ライガーゼロ究極の形態といえる。
武装・装備
バスタークロー
背部に装備される。大型ゾイドの重装甲を容易く打ち破るドリルとして機能する。Eシールドやビームキャノンも内蔵する。
展開パターンを変えることにより、「シールドモード」や「ウイングモード」といった複数の形態に切り替わる。
左右6枚のマグネッサーウイングとしても機能し、力場によって機体を飛行させる役割を持つ。
ザンスマッシャークロー
ストライクレーザークローに被せる形で装備される。鋭利な爪となっており、急降下攻撃によって敵機を引き裂く。
AZショックキャノン
バックパックと前脚肩アーマーに装備される。小型ゾイドなら容易く貫通する威力を持ち、連射性にも優れる。
マグネッサージェットウイング
ジェットファルコンにおいては主翼を構成するパーツであるが、ライガーゼロファルコンでは肩アーマーとなる。
マグネッサーシステムとジェットエンジンを併用し推力を発生させる。
作中での活躍
ゾイドバトルストーリー
ZAC2109年春に行われたヘリックシティでの決戦においてレイ・グレックのライガーゼロは、ヴォルフ・ムーロアのエナジーライガーによってフェニックスを破壊され絶体絶命の危機に陥っていた。その時、ディメトロプテラ複数機によって護衛されたジェットファルコンが飛来。そしてレイの機体はゼロファルコンへの合体を果たすと、そのままヴォルフのエナジーライガーのゾイドコアを貫き勝利した。
しかし、それが原因となってエナジーチャージャーが暴走し、ゾイドコアの崩壊を誘発させることとなってしまった。ゾイドコアの崩壊によるヘリックシティ壊滅の危機を察知したレイとヴォルフは、互いに協力してエナジーチャージャーのケーブルをジェットファルコンに接続すると、ファルコンのバスタークローを用いて余剰エネルギーを上空へと放出。この敵味方の垣根を超えた2人の活躍により、ヘリックシティ壊滅の危機は回避された。

## アニメ『ゾイド新世紀スラッシュゼロ』におけるライガーゼロ
自律型人工知能「オーガノイドシステム」を搭載した機体で“アルティメットX”と呼ばれるゾイドの一体とされる。初登場時点で既にタイプゼロを装着した状態で、後にスティーブ・トロス博士の手によってイエーガーユニット・シュナイダーユニット・パンツァーユニットの3種類の換装パーツが製作された。

### ライガーゼロBiS
| ライガーゼロBiS | ライガーゼロBiS |
| --------------- | --- |
| 番号            | Zi-041 |
| 所属            | チーム・ブリッツ |
| 分類            | ライオン型 |
| 全長            | 24m |
| 全高            | 8.3m |
| 重量            | 85t |
| 最高速度        | 307km/h |
| 乗員人数        | 1名 |
| 主な搭乗者      | ビット・クラウド（スラッシュゼロ） |
| 武装            | ストライクレーザークロー×4 レーザーファング イオンターボブースター×2 ダウンフォーススタビライザー×2 AZ208mm2連装ショックカノン AZ108mmハイデンシティビームガン |

アニメ『ゾイド新世紀スラッシュゼロ』に登場する主人公ビット・クラウドの乗機。第1話にてチーム・ブリッツのお荷物的な存在だったが、余所者であったビットが初めて乗りこなした。最初のバトル中にパイロットの登録を行ったため、正式にビットがチーム・ブリッツに登録されることになった。序盤はストライクレーザークローだけで戦っていたが、第3話にて撃破した対戦相手のセイバータイガーの「対ゾイド3連衝撃砲」を貰って改造し装備、固定武装としている。
第26話におけるバーサークフューラーとの決戦では、強制排除されたパンツァーユニットに換わりゼロアーマーを装備しフューラーと再戦。ウルトラザウルスの甲板上での一騎撃ちでは、ストライクレーザークローをフューラーの喉元に突き立て撃破、ロイヤルカップ本戦の優勝を果たした。
この呼称はゾイドバトルカードゲームで登場した際のもの。他の媒体のライガーゼロとの外観的差異はない。アニメ作中においても「ライガーゼロ」と呼称される。
漫画
別冊コロコロコミック2001年2月号掲載『ゾイド新世紀スラッシュゼロ』第1話で登場。こちらでは、ビットが搭乗する以前は野生のゾイドだった設定となっている。作中ではコマンドウルフACとともにチーム・モルドのヘルキャット3機と交戦。リノン・トロスを人質にとられ窮地に立たされるも、ジェミー・ヘメロスによってリノンが救出された後に形勢逆転し、勝利を収めた。
ライガーゼロイエーガー（ビット・クラウド機）
| ライガーゼロイエーガー（ビット・クラウド機） | ライガーゼロイエーガー（ビット・クラウド機） |
| -------------------------------------------- | -------------------------------------------- |
| 所属                                         | チーム・ブリッツ（スラッシュゼロ）           |
| 分類                                         | ライオン型                                   |
| 全長                                         | 24.1m                                        |
| 全高                                         | 10.8m                                        |
| 重量                                         | 132t                                         |
| 最高速度                                     | 330km/h                                      |
| 乗員人数                                     | 1名                                          |
| 主な搭乗者                                   | ビット・クラウド（スラッシュゼロ）           |

『ゾイド新世紀スラッシュゼロ』第5話から登場。当初はビットから「地味だ」と言われていたが、ジャック・シスコのライトニングサイクスの高機動性に対抗すべく装備された。タイプゼロと同様ストライクレーザークローを必殺技とし、ライトニングサイクスやシンカーなどの高速ゾイドとの戦闘の他、バックドラフト団のエレファンダーとの初戦やアイアンコングPKとの戦いでも使用された。同アニメにおけるイエーガーユニット・シュナイダーユニット・パンツァーユニットの3種類のCASはスティーブ・トロス博士が開発した設定となっている。
第24話のロイヤルカップにおいては、初戦のチーム・ライトニング戦でライトニングサイクスと3度目の戦いを迎える。激しい高速戦闘を繰り広げた後、森林に入り込んでサイクスの意表を突き、ストライクレーザークローによる奇襲攻撃で勝利を勝ち取った。しかし森林に突入したことでイエーガーユニットが損傷してしまい、その後はシュナイダーユニットに換装される。
漫画
別冊コロコロコミック2001年6月号掲載『ゾイド新世紀スラッシュゼロ』第3話で登場。バックドラフト団のピアスとレイドの駆るストームソーダー2機と交戦。崖上から敵機に飛び乗り、コマンドウルフACの援護を受けながらも撃破した。
ライガーゼロシュナイダー（ビット・クラウド機）
| ライガーゼロシュナイダー（ビット・クラウド機） | ライガーゼロシュナイダー（ビット・クラウド機）                     |
| ---------------------------------------------- | ------------------------------------------------------------------ |
| 所属                                           | チーム・ブリッツ                                                   |
| 分類                                           | ライオン型                                                         |
| 全長                                           | 24.1m                                                              |
| 全高                                           | 10.1m                                                              |
| 重量                                           | 135t                                                               |
| 最高速度                                       | 310km/h                                                            |
| 乗員人数                                       | 1名                                                                |
| 主な搭乗者                                     | ビット・クラウド（スラッシュゼロ）                                 |
| 必殺技                                         | ファイブレード・ストーム バスタースラッシュ セブンブレードアタック |

「ゾイド新世紀スラッシュゼロ」第8話から登場。当初は性能を発揮しきれずオーバーフローを起こしていたが、セイバータイガー（チーム・タイガース機）やエレファンダーや、ゼロイエーガーを圧倒したアイアンコングPKとの戦いで多用された。当初の必殺技はレーザーラッシングブレードを展開し突撃するバスタースラッシュ。ただし、ロイヤルカップまではブレードのレーザー発振機能が使われずにいた。
第25話におけるロイヤルカップ戦では、レオン・トロスの駆る赤いブレードライガーを全レーザーブレードとシールド、さらには鬣部のスラスターを展開して突撃する大技・セブンブレードアタックによって撃破。しかし同時にシュナイダーユニットも激しい損傷を負ったため、直後にパンツァーユニットへと換装されている。
漫画
別冊コロコロコミック2001年4月号掲載『ゾイド新世紀スラッシュゼロ』第2話で登場。ストラの駆るエレファンダーと交戦。Eシールドを連続使用した隙を突き、ファイブレード・ストームの突撃によって勝利を収めた。
ライガーゼロパンツァー（ビット・クラウド機）
| ライガーゼロパンツァー（ビット・クラウド機） | ライガーゼロパンツァー（ビット・クラウド機） |
| -------------------------------------------- | --- |
| 番号                                         | Zi-041P |
| 所属                                         | チーム・ブリッツ（スラッシュゼロ） |
| 分類                                         | ライオン型 |
| 全長                                         | 23.3m |
| 全高                                         | 9.7m |
| 重量                                         | 145t |
| 最高速度                                     | 285km/h |
| 乗員人数                                     | 1名 |
| 主な搭乗者                                   | ビット・クラウド（スラッシュゼロ） |
| 武装                                         | ハイブリッドキャノン（AZ216mmレールガン AZ108mmビームガン）×2 AZ6連装マイクロホーミングミサイルポッド×4 AZ3連装マイクロホーミングミサイルポッド×2 AZ2連装マイクロホーミングミサイルポッド×2 AZ2連装ミサイルポッド×4 バルカンポッド×2 AZ3連装グレネードランチャー マルチブレードアンテナ×2 エアロフェアリング×4 |
| 必殺技                                       | バーニング・ビッグバン |

第19話から登場。作中では重装備の代償として機動性の激減とオーバーヒートによる爆発の危険性を孕んだ装備として設定されている。これらのリスクに加え、それまでの戦いにはイエーガーおよびシュナイダーで十分に対応できたことから、使用される機会に恵まれなかった。エレファンダーコマンダータイプとのバトルでシュナイダーユニットが通用しなかったことを受け、初めて換装されることとなった。
第26話におけるロイヤルカップの最終局面にて、最後の敵であるバーサークフューラーにシャドーフォックスと共に交戦。しかしハイブリッドキャノンをEシールドに防がれ、接近戦に持ち込まれた結果オーバーヒートを起こしてしまうが、奇跡的に再起動。その後は落下してくるジャッジ衛星の残骸をバーニングビッグバンで粉砕するも、活動限界を迎えユニットを強制排除した。
機体呼称は「ゾイドバトルカードゲーム」に登場した際のもの。アニメーション作中ではライガーゼロパンツァーと呼称される。他の媒体のライガーゼロパンツァーと外観の違いは存在しない。
漫画
別冊コロコロコミック2001年8月号掲載『ゾイド新世紀スラッシュゼロ』最終話に登場。アルタイルが搭乗するバーサークフューラーとの最終決戦にて使用され、バーサークフューラーが発射した荷電粒子砲によりバトルコロシアムが破壊された際、落下した残骸からホバーカーゴを守るためバーニングビッグバンを行いこれを粉砕。その後は武器システムの負担の観点から強制排除し、素体へと移行した。
備考
『ゾイド新世紀スラッシュゼロ』のOPでは初期デザインが登場。細部が異なるフォルムやブラウンを中心とした配色など、様々な相違点が見受けられる。この画稿は『ゾイド公式ファンブック2』にて線画が掲載されている

## アニメ『ゾイドフューザーズ』におけるライガーゼロ

### ライガーゼロ（RD仕様機）
| ライガーゼロ LIGER ZERO | ライガーゼロ LIGER ZERO                |
| ----------------------- | -------------------------------------- |
| 所属                    | チーム・マッハストーム（フューザーズ） |
| 分類                    | ライオン型                             |
| 全長                    | 24m                                    |
| 全高                    | 8.3m                                   |
| 重量                    | 85t                                    |
| 最高速度                | 307km/h                                |
| 乗員人数                | 1名                                    |
| 主な搭乗者              | RD                                     |

野生の本能を色濃く残したゾイド。他のライガーゼロと違い、頭部コクピットカバーの黒塗装されていた部分が白塗装となっている。主人公RDの父親・アッシュの形見のゾイドで、RDが受け継ぎ愛機としている。ストーリー序盤ではRDには「ライガーゼロ」と呼ばれていたが、中盤以降では「ゼロ」と呼ばれている。
アニメ第1話では旧式呼ばわりされる描写があるが、第2話においてはドラールスのユニゾンゾイドであるキラースパイナーを相手にユニゾンゾイド特有の制限時間を利用し引き分けに持ち込んでいる。第24話においてはピアーズ博士のもと、「オペレーション・ジェネシス」計画におけるエナジーライガーの開発ベースとしてライガーゼロが用いられている。
野生体をベースにしたライガーゼロは旧大戦でほとんどが死滅しており、それから100年以上が経過した作中時点では現存数が0に近いとされる。そんな中でも問題なく稼働するRDのライガーゼロは大変珍しいゾイドでもあり、大戦後の長い時を生き抜いた生命力が非常に強い個体だと推測されている。
ライガーゼロフェニックスRD
| ライガーゼロフェニックスRD | ライガーゼロフェニックスRD |
| -------------------------- | --- |
| 番号                       | FZ-001 |
| 所属                       | チーム・マッハストーム |
| 分類                       | ライオン／フェニックス型 |
| 全長                       | 26m |
| 全高                       | 12.2m |
| 重量                       | 106t |
| 最高速度                   | 340km/h |
| 乗員人数                   | 1名 |
| 主な搭乗者                 | RD |
| 武装                       | AZショックカノン×4 小型2連ビーム砲×12 コアブロック×2 AZ208mm2連装ショックカノン レーザーファング ストライクレーザークロー×4 チャージミサイル |

マッハストームのZiファイター・RDの搭乗機であるライガーゼロに、野良ゾイドであるファイヤーフェニックスがZiユニゾンした形態。必殺技として空中からストライクレーザークローを発する「ダイビングレーザークロー」を持つ。また、第11話では全身に光の膜を纏うようなEシールドを展開した。
「ゾイドフューザーズ」作中では第4話においてチーム・サベージハンマーのブレードが操るバスターフューラーにチーム・マッハストームが追い詰められた際、主人公・RDの駆るライガーゼロが野良ゾイド・ファイヤーフェニックスとのZiユニゾンを発動させたことで誕生。以降は彼の愛機として、様々な強敵とバトルを繰り広げる。
登場から暫くはブラキオトータスなどのユニゾンゾイドを圧倒していくが、第11話におけるバトルロワイアルでラスターニ、ロジャー、ギルバート、サラが裏で手を組む実質4対1のバトルに苦戦、第12話ではマトリクスドラゴンiに敗北。第14話においては凱龍輝と戦うが、ブレードの意思で自由自在に分離・合体する飛燕、月甲と凱龍輝本体のコンビネーション攻撃に圧倒されユニゾンを解除してしまう。その後、ファイヤーフェニックスはRDとライガーゼロを救うために凱龍輝の荷電粒子砲の砲撃を浴び、大破炎上。火の鳥のような光を解き放ちつつ消滅し、劇中での出番を終えた。
この機体呼称はゲーム『ゾイドVS.III』登場時のもの。アニメーション作中では「ライガーゼロフェニックス」と呼称される。
ライガーゼロファルコンRD
| ライガーゼロファルコンRD | ライガーゼロファルコンRD                                                                                       |
| ------------------------ | --- |
| 番号                     | FZ-016 |
| 所属                     | チーム・マッハストーム                                                                                         |
| 分類                     | ライオン／ハヤブサ型                                                                                           |
| 全長                     | 23.4m |
| 全高                     | 13.7m |
| 重量                     | 108.8t |
| 最高速度                 | 560km/h |
| 乗員人数                 | 1名 |
| 主な搭乗者               | RD |
| 武装                     | バスタークロー×2 ザンスマッシャークロー×2 AZショックキャノン×4 レーザーファング マグネッサージェットウイング×2 |

RDの搭乗機であるライガーゼロと、古代の眠りから目覚めたジェットファルコンがZiユニゾンした形態。ライガーゼロの能力を極限まで引き出すとされる。マグネッサー場によって空中戦の際には天を駆けるように飛行し、バスタークローからは必殺技である巨大なエネルギー槍・ストライクレーザーランスや、凱龍輝の集光荷電粒子砲に匹敵するビームを繰り出すことが可能。ザンスマッシャークローを使う攻撃は従来通りにストライクレーザークローとされている。
第16話において遺跡から復活したゾイド・ジェットファルコンとのユニゾンにより完成させた。
第17話～19話ではホエールキングを運べるほどの超出力、ゼロとファルコンとの分離・合体を自在に行う荒業を見せる、重力のパワーを持つグラビティゾイドを退けるなどで高い性能を披露。
第24話でのエナジーレイライガーとの対決では、RDや彼の父が追う伝説のゾイドと酷似する金色のヴェールを僅かに放ち始めた。
第25～26話におけるリヒタースケールとの最終決戦では、ユニゾンも用いたセイスモサウルスの圧倒的な戦力に傷ついたゾイドたちと共振現象を起こし、黄金に発光。セイスモの放ったゼネバス砲の砲撃をストライクレーザーランスで切り裂き撃破した。RDはこの際、ゼロファルコンこそ自分と父が追い求めていた伝説のゾイドであると確信。これからは自身とゼロで新たな伝説を紡ぐことを決意する。
この機体呼称はゲーム『ゾイドVS.III』および『ゾイドカードコロシアム』登場時のもの。作中では「ライガーゼロファルコン」と呼称される。

## 漫画『機獣新世紀ZOIDS』におけるライガーゼロ
ヘリック共和国軍の技術者であるメリッサ・スーが開発した次世代ライガー。作中では試作段階のメインフレームにブレードライガー（シーザー）のゾイドコアを移植したバンの機体が登場するが、後にヴィオーラやロッソの搭乗するイエーガー、シュナイダー仕様の機体も個別に登場した。

### ライガーゼロ（バン仕様機）
| ライガーゼロ（バン仕様機）         | ライガーゼロ（バン仕様機）            |
| ---------------------------------- | ------------------------------------- |
| 分類                               | ライオン型                            |
| 乗員人数                           | 1名                                   |
| 主な搭乗者                         | バン・フライハイト(機獣新世紀・ZOIDS) |
| ライガーゼロ・シーザー・ザ・キング |                                       |
| 分類                               | ライオン型                            |
| 乗員人数                           | 1名                                   |
| 主な搭乗者                         | バン・フライハイト(機獣新世紀・ZOIDS) |

漫画『機獣新世紀・ZOIDS』第4巻（月刊コロコロコミック誌2001年4月号掲載分）より登場。ミュールにおけるデススティンガーとの死闘によって損傷したブレードライガーのゾイドコアをメリッサ・スーたちがホバーカーゴによって搬送したライガーゼロのフレームに移植した機体。作中ではシールドライガーの時代からの愛称「シーザー」で呼ばれる。
初期外装（仮名）
ゾイドコアを移植された直後の状態。戦線復帰を早めるあまり神経回路の生成が万全でない状態で出撃し、アーマーが重荷となったために十分な能力を発揮できなかった。その打開策としてバンはアーマーを強制排出し、素体状態で起死回生を試みた。
タイプゼロと同様にイオンブースターや腹部キャノンを装備しているが、頬や肩など細部が異なり、漫画オリジナルの外装となっている。
素体
オルーガの力によって、重荷となった外装を強制排除した姿。装甲を廃したことによる防御力の低下をものともせず、驚異的な機動力によってデススティンガーを撃破することに成功する。また、オーガノイド・ジークの合体時におけるストライクレーザークローの威力は、（メリッサ曰く）設計上の限界理論値を超える数値を叩き出している。
その後、ドニー・チェンの依頼でバンのテストを引き受けた海洋虹団（マーレ・アルコバレーノ）の二人が操縦するシュナイダーとイエーガーとの戦闘では、ライガー系ゾイドの弱点を突き、戦闘不能に陥れた。
ミュール戦からライガーゼロ・シーザー・ザ・キングの完成まではこの姿で運用された。
ライガーゼロ・シーザー・ザ・キング
オーガノイド・ジークとの合体状態での戦闘を主眼に改修が施されており、機体色は銀色をベースにピンクや金の差し色が施されている。背中にはブレードライガーと同じように2本の実体ブレードが装備されているが、この実体ブレードは近接戦において敵機を切断するためだけではなく、Eシールドの展開機能を持つと共に、その力場によっておよび翼状に展開するフライングユニットとしても機能する

## バリエーション

### ライガーゼロパンツァー 寒冷地配備仕様
| ライガーゼロパンツァー 寒冷地配備仕様 | ライガーゼロパンツァー 寒冷地配備仕様         |
| ------------------------------------- | --------------------------------------------- |
| 所属                                  | ヘリック共和国                                |
| 分類                                  | ライオン型                                    |
| 乗員人数                              | 1名                                           |
| 主な搭乗者                            | エリス(ZOIDS妄想戦記) スコット(ZOIDS妄想戦記) |

ウェブコミック『ゾイド妄想戦記　地を這う獅子』に登場したバリエーション。機体カラーが寒冷地用のホワイトパターンとなっている。同漫画では機体の最高速度はあくまでメーカーの発表数値であり、配備された機体ではフル稼働時に関節部のオーバーヒートとそれに伴う機動性の低下を持つ機体として設定されている。ホワイトカラー基調の寒冷地仕様がニカイドス諸島北岸に配属され、当初はライトニングサイクスなどに苦戦していたものの、パンツァーの持つデメリットを補う「腹這い移動」の特訓やパイロットであるエリス中尉の奇策を駆使し最終的にはデススティンガーを撃退するほどの戦果を挙げている。

### ライガーゼロ・マリナー
| ライガーゼロ・マリナー | ライガーゼロ・マリナー |
| ---------------------- | ---------------------- |
| 分類                   | ヘリック共和国         |
| 分類                   | ライオン型             |

『ゾイド公式ファンブック3』に登場。ライガーゼロの強化案として開発された水中用CAS。水中用に再設計された大型のイオンブースターを装備しており、水中を60ノットで航行する。ウオディックとも互角に戦える性能をもっており、実戦運用されれば最強の水陸両用機としても機能するポテンシャルを有したものの、コストなどの問題により正式採用は見送られている。
元々は月刊コロコロコミック誌2001年9月号に掲載された読者改造アイデア公募の採用作品。ウオディック・CP-20 イエーガーユニット・CP-02 アサルトユニットのパーツを流用し、各部に取り付けている。

### ライガーゼロ　ウイングドヴィクトリー
電撃ホビーマガジン2003年12月号掲載の作例。ライガーゼロフェニックスの合体形態の一つ。空中での機動性を重視したタイプで、フェニックス部はフライトユニットとして軽量化のためにパーツが最小限に減らされている。機体カラーはフェニックス部も含めて白。

### ドナー
| ドナー     | ドナー     |
| ---------- | ---------- |
| 分類       | ライオン型 |
| 全長       | 24m        |
| 全高       | 9.8m       |
| 重量       | 115t       |
| 最高速度   | 315km/h    |
| 主な搭乗者 | リヒター   |

ゲームボーイアドバンス用ソフト『サイバードライブゾイド 機獣の戦士ヒュウ』で登場。リヒターの専用機で、金色と白色を基調とした特別カラーのライガーゼロイクス。

### ライガーゼロファルコンBS
アーケードカードゲーム『ゾイドカードコロシアム』に登場。ライガーゼロをバンのカードによってバリエーションチェンジさせると出現する。

### ライガーブルー・ソウガ（蒼牙）
| ライガーブルー・ソウガ LIGER BLUE SOUGA | ライガーブルー・ソウガ LIGER BLUE SOUGA |
| --------------------------------------- | --- |
| 番号                                    | ZGe-001 |
| 所属                                    | ジン遊撃隊 |
| 分類                                    | ライオン型 |
| 全長                                    | 22m |
| 全高                                    | 7.6m |
| 重量                                    | 81.5t |
| 最高速度                                | 307km/h |
| 乗員人数                                | 1名 |
| 主な搭乗者                              | ミドリ |
| 武装                                    | ストライクレーザークロー×4 レーザーファング イオンターボブースター×2 ダウンフォーススタビライザー×2 AZ208mm2連装ショックカノン AZ108mmハイデンシティビームガン |

『ゾイドジェネレイションズ -ZOIDS GENERATIONS-』の主人公・ミドリの乗る、同型機に比べ一回り小さいサイズの青いフレームのライガーゼロ。フレームの色から「ライガーブルー」と呼ばれているが、正式な名称はライガーゼロである（ソウガはミドリの付けた愛称）。小型ながらも優れた機動性によりその戦闘能力は高い。しかし、その気性の激しさは種随一で長い間乗り手を決めることを拒んでいたが、家族同然に育ったミドリのみにその心を開いている。従来のライガーゼロと同様、CAS機構を持つが、現存する装備は鍛冶師の村のマサクニによって保管されていた具足「明光」のみ。しかし、操縦者であるミドリやソウガ自身もあまり余計な装備を好まないため、なんら問題となっていない。得意なポーズはお座りで、バイオゾイド・死神との戦いで傷を負い、その傷は額に残っている。後にバイオゾイドを封印する役目を持つ当代の「輝く獣」であることが判明する。
具足「明光」
鍛冶師の村に保管されていた、日本の甲冑に酷似した四足歩行ゾイド用の追加装甲。村に伝わる口伝によると、先代の「輝く獣」の纏った具足とされているが真偽は確かではない。当代のマサクニの手により、ソウガの身体に合うように鍛え直され、ミドリの紋を刻んだ保管用の櫃と共に彼女に託された（ソウガが身に着けないでいた間は、その櫃に納められていた）。使用されている金属は通常の鋼や鉄、メタルZiとも異なるものだが、決して現在の技術で製造不可能なものではない。鍛え方によっては様々に色合いが変化し、その色彩を演出するのもまた鍛冶師の腕の見せ所だそうだ。この金属に名称は与えられておらず、従来の金属に比べて高い装甲効果を得られるが、何らかの超常的な力は確認されていない。
劇中では数々のバイオゾイドを葬るが、進化したバイオゾイド・死神との再戦で破壊されている。
白装束
当代の「輝く獣」ソウガが、封印の刀に形を変えた「煌く獣」ブライトホークと共に「地の底より這いいでしもの」と対峙した際に発現した白く輝く鎧。この白装束は、一部のゾイドに見られる短時間の変形状態の類の可能性もあるが、ソウガも戦いの後には装束を纏っていなかったことから、ある種のエネルギーフィールドが形成されていると考えられている。伝承の中では「白く輝く装束を身に纏った」としか記されておらず、先代の「輝く獣」については定かではない。
形状は具足に酷似しているが、ソウガ自体はメタルZiの刀を持たないため、左肩にある抜刀システムの代わりに右肩と同じ大袖が付けられた左右対称のものとなっている。「地の底より這いいでしもの」の熱線をも容易に突破したことから、高い防御効果を持つことがわかる。明らかに物理的な限界を超えた力であることからも、何らかの超常的な力が働いているものと思われる。

### ライガーレッド・ヒオウ（緋桜）
| ライガーレッド・ヒオウ LIGER RED HIOU | ライガーレッド・ヒオウ LIGER RED HIOU |
| ------------------------------------- | --- |
| 番号                                  | ZGe-004 |
| 所属                                  | ナカト国 |
| 分類                                  | ライオン型 |
| 全長                                  | 20m |
| 全高                                  | 7m |
| 重量                                  | 72.5t |
| 最高速度                              | 288km/h |
| 乗員人数                              | 1名 |
| 武装                                  | ストライクレーザークロー×4 レーザーファング イオンターボブースター×2 ダウンフォーススタビライザー×2 AZ208mm2連装ショックカノン AZ108mmハイデンシティビームガン |

『ゾイドジェネレイションズ』に登場。その名が示すように赤いフレームを持つライガーゼロ。ライガーブルーの兄弟機（双子の妹）で、ライガーブルーよりもさらに小柄。性格は極めて穏やかで、パワーもオリジナル種より劣るとされているが、ナカトの国では古くより守護神として崇められていて、幼いころよりセキのみに心を開いていた。原種以下の生命力しか持たない核とアーマーの兼ね合いにより装甲の一部が透けてしまったとされる。
巫女装束「舞衣」
ライガーブルーの具足にあたる装備。メタルZiの刃を持つ薙刀を可動アームの先端に装備している。また、機体各部にはエネルギーシールドジェネレーターを持つ。この大薙刀を振るうその姿は、この世のものとは思えないほど光と音を放つ神々しさであると語り伝えられている。
作中では舞と叫びによってバイオゾイドを浄化し撃破している。

### シルバーライガーゼロ
| シルバーライガーゼロ | シルバーライガーゼロ |
| -------------------- | -------------------- |
| 所属                 | ヘリック共和国       |
| 分類                 | ライオン型           |
| 全長                 | 24m                  |
| 重量                 | 85t                  |
| 最高速度             | 307km/h              |
| 乗員人数             | 1名                  |
| 主な搭乗者           | アルスター           |

『ZOIDS 〜白銀の獣機神ライガーゼロ〜』で主人公（アルスター）の機体として登場。元々はノーマルのゼロであったが、帝国軍による攻撃を受け負傷した際に古代遺跡の設計図を元に改造・修復を施された。この影響で装甲が銀色がかっている。この呼称は後に発売された『ZOIDS SAGA』登場時のもの。

### ライガーゼロクレナイ
ゲームソフト「ゾイドバトルコロシアム」およびその特典用「ゾイドカードコロシアム」カードに登場した。「紅の獅子」とも呼ばれる全身赤色のライガーゼロで、エースパイロット用とされる。この機体呼称は「ゾイドバトルコロシアム」ゲーム中のもの。

### ライガーゼロDASH
ゲームソフト「ゾイドダッシュ」および「ゾイドバトルコロシアム」に登場。外観はタイプゼロと同様であるが、額に十字傷を持っている。
「ライガー零（ゼロ）」と呼称する資料もみられる。

### バーニングライガーゼロ
| バーニングライガーゼロ | バーニングライガーゼロ |
| ---------------------- | ---------------------- |
| 番号                   | RZ-041                 |
| 全長                   | 24m                    |
| 全高                   | 8.3m                   |
| 重量                   | 85t                    |

漫画『ゾイドバトラー雷牙』、『ゾイドバトルカードゲーム』で登場した改造ライガーゼロ。全身に赤いマーキングが施されているタイプゼロで、雷牙剣の二台目の愛機として様々なカスタマイズが施され、ともに戦う。
後にICチップ『アダム』が組み込まれ、自我を持つゾイドとなる。

### ゼロ インテンス
| ゼロ インテンス ZERO INTENSE | ゼロ インテンス ZERO INTENSE |
| ---------------------------- | ---------------------------- |
| 所属                         | ヘリック共和国               |
| 全長                         | 24.0m                        |
| 全高                         | 12.8m                        |
| 重量                         | 130.0t                       |
| 最高速度                     | 310km/h                      |

『ゾイド改造マニュアル』に掲載。タイプゼロをベースに、攻撃力を補うため、アサルトガトリングユニットやパイルバンカーユニットを装備。また、機動力を補うためアタックブースターユニットも増設されている。機体色は黄色。
漫画『ゾイドバトラー雷牙』では雷牙がバーニングライガーゼロに同様の装備を施し、デスレオンと交戦。特殊機能に翻弄されながらもパイルバンカーの一突きで勝利した。
初出は『小学六年生』2001年4月号となるが、その際の呼称は「バルキリーゼロ」であった。『小学四年生』2001年8月号。

### クリムゾンアロー
| クリムゾンアロー CRIMSON ARROW | クリムゾンアロー CRIMSON ARROW |
| ------------------------------ | ------------------------------ |
| 所属                           | ヘリック共和国                 |
| 全長                           | 24.1m                          |
| 全高                           | 12.1m                          |
| 重量                           | 135.0t                         |
| 最高速度                       | 327.0km/h                      |

『ゾイド改造マニュアル』に掲載。シュナイダーをベースに、背部にバイキングランスユニットの増設や、レーザーブレード部へのドリル追加を行っている。
『ゾイドバトラー雷牙』最終話においては雷牙剣が使用。獅子乃力が使用するバーサークMAXと交戦しこれを破った。

### スカイサーベラー
| スカイサーベラー SKY SABERER | スカイサーベラー SKY SABERER |
| ---------------------------- | ---------------------------- |
| 所属                         | ヘリック共和国               |
| 全長                         | 23.0m                        |
| 全高                         | 11.4m                        |
| 重量                         | 136.4t                       |
| 最高速度                     | 336.8km/h                    |

『ゾイド改造マニュアル』に掲載。イエーガーをベースに、イオンターボブースターへのパーツ増設や脇腹部へのブレード追加を行っている。
初出は『小学五年生』2001年10月号。

### ブラックハリアー
| ブラックハリアー BLACK HALLIER | ブラックハリアー BLACK HALLIER |
| ------------------------------ | ------------------------------ |
| 所属                           | ヘリック共和国                 |
| 全長                           | 23.3m                          |
| 全高                           | 9.7m                           |
| 重量                           | 149.0t                         |
| 最高速度                       | 306.4km/h                      |

『ゾイド改造マニュアル』に掲載。パンツァーをベースに、四肢にホバーユニット（ワイルドウィーゼルユニットからの改造）を取り付け空中戦を可能としている。機体色は黒。
『ゾイドバトラー雷牙』では雷牙剣がバーチャバトルトーナメント編の決勝戦で使用。ライガーゼロイクスと交戦しこれを打ち破った。
初出は『小学六年生』2001年10月号。『小学五年生』2001年11月号にも掲載。

### ライガーゼロ・ダークネス
| ライガーゼロ・ダークネス | ライガーゼロ・ダークネス |
| ------------------------ | ------------------------ |
| 全長                     | 25.8m                    |
| 全高                     | 12.7m                    |
| 重量                     | 185t                     |
| 最高速度                 | 295km/h                  |

『ゾイドバトラー雷牙』に登場。主人公のライバル・堺竜太が使用する改造ライガーゼロ。作中ではバーチャバトルトーナメント編においてICチップ「イブ」を取り付けた結果、操縦していた竜太が凶暴化し暴走。バーニングライガーゼロによって撃破されている。
初出は『小学五年生』2001年7月号、および『小学六年生』2001年7月号に掲載された改造作例。ザバットの翼やアサルトガトリングユニットのパーツが増設されているほか、アルミ板を加工した角が取り付けられている。

### アルティメットゼロ
| アルティメットゼロ | アルティメットゼロ |
| ------------------ | ------------------ |
| 全長               | 28.9m              |
| 全高               | 12.4m              |
| 重量               | 157.0t             |
| 最高速度           | 345km/h            |

『ゾイドバトラー雷牙』に登場。イエーガーをベースにイオンブースターを四連化。バーサークフューラーのバックパックを取り付け(バスタークロー部はブレード1本に変更されている)ている。作中では雷牙剣が使用し、滝川紫流のブラッディフューラーと一騎打ちした。
初出は『小学三年生』2001年12月号。

### バスターライガー
電撃ホビーマガジン2002年3月号に掲載された改造ライガーゼロ。元ネタは同名のライガー系ゾイドデザイン没案で、作例はこれをライガーゼロ用のCAS・バスターユニットとしてリファインする形で製作されている。背部にビームキャノン、Eシールドを兼用する複合兵装バスターソードを持つ。設定上はライガーゼロの奪取以前に開発されていたプレードライガーMk=IIの発展機に位置し、プランの初期段階で中止となったとする資料もみられる。

### ライガーゼロB
電撃ホビーマガジン2002年9月号「SMACK ZOIDS」に掲載された改造作例。完全野生体を使用するゆえに存在した量産性・操縦性の難点を解消すべく完全野生体の遺伝子情報を組み込んだ人工コアを搭載した実験機。基本スペックはオリジナルのコアには劣るものの、ブロックス対応型に改修されているためコアブロックを補助ゾイドコアとして装備し出力を補うことが出来る。大口径荷電粒子砲やEシールドを搭載可能なほか、ブロックスゾイドのキャリアーとしても運用可能。
後に2003年12月号「SMACK ZOIDS」ではライガーゼロフェニックスの開発母体としてフェニックスとの合体試験に使用されている。この形態はライガーゼロBフェニックスと呼ばれ、量産も行われた。この中にはバスターイーグルの羽根を流用した機体も存在し、コードネーム「ロックバード」と呼称されたという。

### ライガーゼロS
ライガーゼロ試作型と呼ばれる機体。蒼白色のゼロアーマーである以外、装備に違いはない。全項目のスペック値において、わずかに量産型を上回る。『ZOIDS VS』シリーズにて登場。